# ليندسي باغانو
ليندسي باغانو (بالإنجليزية: Lindsay Pagano)‏ هي مغنية أمريكية، ولدت في 22 يونيو 1986 في فيلادلفيا في الولايات المتحدة.

## وصلات خارجية
- الموقع الرسمي
- ليندسي باغانو على موقع IMDb (الإنجليزية)
- ليندسي باغانو على موقع ميوزك برينز (الإنجليزية)
- ليندسي باغانو على موقع ديسكوغز (الإنجليزية)